# اثر هورمون‌ها بر انگیزه جنسی

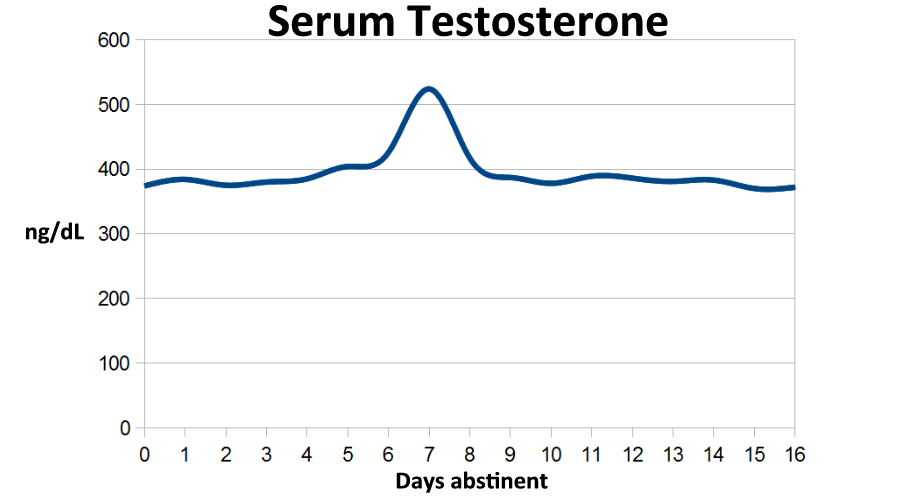
داده‌های مجله دانشگاه ژجیانگ، سطح تستوسترون مردانه ریتمی را نشان می‌دهد که با فعالیت جنسی اخیر مطابقت دارد.

انگیزه جنسی (به انگلیسی: sexual motivation) تحت تأثیر هورمون‌هایی مانند تستوسترون، استروژن، پروژسترون، اکسی‌توسین و وازوپرسین قرار می‌گیرد. در بیشتر گونه‌های پستانداران، هورمون‌های جنسی توانایی و انگیزه درگیر شدن در رفتارهای جنسی را کنترل می‌کنند.
- تستوسترون درمانی، میل جنسی و برانگیختگی را در مردان ترنس افزایش می‌دهد.[۱][۲] استرادیول و آنتی‌آندروژن درمانی پس از کاهش موقت، میل و برانگیختگی جنسی را در زنان ترنس افزایش می‌دهد.[۳]